# Alpuyecancingo de las Montañas
Alpuyecancingo de las Montañas es una localidad del estado mexicano de Guerrero. Es parte del municipio de Ahuacuotzingo.

## Toponimia
El nombre «Alpuyecancingo» proviene de los términos en náhuatl: atl, agua; puyec, salado; tzin, diminutivo; ca, locativo. Su significado es «En el pequeño lugar de agua salada».

## Demografía
| Gráfica de evolución demográfica |
|                                  |

| Censo | Población |
| ----- | --------- |
| 1900  | 384       |
| 1910  | 487       |
| 1921  | 388       |
| 1930  | 360       |
| 1940  | 291       |
| 1950  | 490       |
| 1960  | 595       |
| 1970  | 1 012     |
| 1980  | 695       |
| 1990  | 1 121     |
| 2000  | 1 369     |
| 2010  | 1 838     |
| 2020  | 2 061     |